# Stéphane Mbia
Stéphane Mbia Etoundi (Yaoundé, 20 mei 1986) is een Kameroens betaald voetballer die doorgaans als verdedigende middenvelder speelt. Hij verruilde Toulouse in februari 2019 voor Wuhan Zall. Mbia debuteerde in 2006 in het Kameroens voetbalelftal, waarin hij in augustus 2014 Samuel Eto'o opvolgde als aanvoerder.

## Carrière
Mbia werd in eigen land opgeleid tot voetballer op de Kadji Sports Academy. Hij maakte daarop in het seizoen 2004/05 bij Stade Rennais zijn debuut in het betaald voetbal. Mbia speelde er in vijf seizoenen meer dan honderd wedstrijden speelde. Hierin kenmerkte hij zich door zijn snelheid en duelkracht. Voorafgaand aan het seizoen 2009/10 werd Mbia overgenomen door Olympique Marseille. Daarmee werd hij dat jaar als basisspeler Frans landskampioen en nam hij voor het eerst deel aan de UEFA Champions League. Marseille eindigde daarin als derde in haar poule achter Real Madrid en AC Milan en werd vervolgens in de achtste finale van de UEFA Europa League uitgeschakeld door SL Benfica.
Mbia tekende in augustus 2012 een tweejarig contract bij Queens Park Rangers, dat hem voor een niet bekendgemaakt bedrag overnam van Olympique Marseille.  Dat verhuurde hem gedurende het seizoen 2013/14 aan Sevilla. Diezelfde club nam Mbia op 31 augustus 2014 opnieuw in dienst, nu door middel van een eenjarig contract.
Mbia tekende in juni 2015 een contract tot medio 2018 bij Trabzonspor. Dat lijfde hem transfervrij in. Hij verruilde in augustus 2018 Hebei China Fortune voor Toulouse. In januari 2019 vertrok hij daar en stapte over naar Wuhan Zall. In 2020 speelde hij voor Shanghai Shenhua en keerde in maart 2021 terug bij Wuhan Zall.

## Interlandcarrière
Mbia kwam uit voor verschillende nationale jeugdelftallen van Kameroen en debuteerde in 2006 in het Kameroens voetbalelftal. Daarmee nam hij deel aan de African Cup of Nations 2008, waarin Kameroen de finale verloor van Egypte (0-1). Datzelfde jaar nam hij met een nationale selectie deel aan de Olympische Zomerspelen 2008. Brazilië was daarop in de kwartfinale te sterk (2-0). Bondscoach Paul Le Guen nam Mbia twee jaar later op in zijn selectie voor het WK 2010, waaraan hij als basisspeler begon.

## Erelijst
Stade Rennais
- UEFA Intertoto Cup: 2008

 Olympique Marseille
- Ligue 1: 2009/10
- Coupe de la Ligue: 2009/10, 2010/11, 2011/12
- Trophée des Champions: 2011

 Sevilla
- UEFA Europa League: 2013/14, 2014/15

### Individueel
- CAF Africa Cup of Nations - Team van het Toernooi: 2008
- CAF - Team van het Jaar: 2014
- UEFA Europa League - Elftal van het Seizoen: 2013/14, 2014/15

1 Tignyemb ·
2 Baning ·
3 Ghomsi ·
4 Bikey ·
5 Song ·
6 Mbia ·
7 Mboua ·
8 Mandjeck ·
9 Songo'o ·
10 Bekamenga ·
11 Bebbe ·
12 Bebey ·
13 N'Koulou ·
14 Chedjou ·
15 N'Gal ·
16 Mayebi ·
17 Ollé Ollé ·
18 Enam ·
Coach: Martin Ntoungou
1 Feudjou ·
2 Assou-Ekotto ·
3 N'Koulou ·
4 Djeugoué ·
5 Nounkeu ·
6 Song ·
7 N'Guémo ·
8 Moukandjo ·
9 Eto'o ·
10 Aboubakar ·
11 Makoun ·
12 Bedimo ·
13 Choupo-Moting ·
14 Chedjou ·
15 Webó ·
16 Itandje ·
17 Mbia ·
18 Enoh ·
19 Olinga ·
20 Salli ·
21 Matip ·
22 Nyom ·
23 N'Djock ·
Coach: Finke